# Ejército de Observación sobre el Perú
La denominación Ejército de Observación sobre el Perú se refiere a las fuerzas de línea y milicias de la provincia de Salta (que por entonces incluía también Jujuy y Tarija) que quedaron a cargo de Martín Miguel de Güemes desde 1814. Estas fuerzas las que combatieron en la guerra gaucha contra el Ejército Real del Perú, siendo claves para garantizar la independencia de las Provincias Unidas del Río de la Plata.

## Historia

### Antecedentes
Salta, al igual que Santa Cruz de la Sierra, Tarija y Cinti, tuvo una historia marcada por su condición de frontera con los chiriguanos (guaraníes) del Gran Chaco. Esto llevó a la formación de milicias coloniales que realizaban constantes expediciones punitivas contra las tribus chaqueñas cuando lo mandaba el gobernador de la gobernación del Tucumán para mantener a raya a esas tribus, siendo apoyadas por los vecinos de las vulnerables ciudades de Córdoba, Santiago del Estero o San Miguel de Tucumán.
Durante el siglo XVIII, la defensa de la frontera chaqueña se basó en los presidios, las haciendas y las reducciones. Sin embargo, estas últimas estaban en plena decadencia demográfica y económica para cuando se desató la guerra de independencia argentina, mientras que las haciendas y milicias ganaron importancia. En 1801, el virrey Gabriel de Avilés y del Fierro sancionó un reglamento para reorganizar las milicias virreinales. En el documento se estableció que los partidos de Salta y San Salvador de Jujuy debían organizar cuatro escuadrones de caballería, equivalentes a unos 1200 milicianos.

### Primera invasión de Salta
Entre 1812 y 1821, la provincia de Salta (que por entonces incluía la actual provincia de Jujuy) fue escenario de una larga contienda conocida como la guerra gaucha entre las guerrillas independentistas locales y el Ejército Real del Perú. El 23 de agosto de 1812, el brigadier general Manuel Belgrano y el Ejército Auxiliar del Perú abandonaron San Salvador seguidos por numerosas familias en un episodio conocido como el éxodo jujeño. Al día siguiente, mientras él llega a Salta, los realistas de Tristán entraron en una urbe desierta. Fue la primera invasión realista de Salta. El 26 de agosto, Belgrano sale de Salta con rumbo a San Miguel. Dos días después, Tristán ocupaba la ciudad.
Buena parte de la aristocracia salteña se mostró partidaria de la monarquía, mientras que el campesinado y la plebe urbana se mostró indiferente en su mayoría. Una minoría de aristócratas que eran independentistas radicalizados se exilió brevemente en el sur y consiguió reclutar guerrillas en la frontera chaqueña y el valle de Lerma. Con la guerra las defensas fronterizas fueron descuidadas y reducciones como la de San Ignacio de los Tobas (Jujuy) o San Juan Bautista de Balbuena (Salta) quedaron casi despobladas de indios, que se dispersaron por el monte y sus tierras fueron vendidas a terratenientes. Mientras, las guarniciones de los presidios fronterizos fueron reclutadas para ser el núcleo de las milicias que enfrentaron las invasiones monárquicas. La frontera quedó a cargo de los terratenientes que eran a la vez comandantes de las milicias constituidas por trabajadores rurales movilizados en caso de incursiones indias.
Durante esa campaña José Ignacio de Gorriti, miembro de una de las familias más ricas de Jujuy, lideró a las milicias salteñas que desgastaron a los realistas mediante tácticas de guerrilla. El 20 de febrero de 1813, Tristán capituló y abandonó Salta. En esta primera campaña destacó el comandante Pablo Latorre quien, al igual que todos los jefes de divisiones de gauchos, era un terrateniente de la provincia. En estos meses empezaron a surgir los liderazgos que destacaran en fases posteriores de la guerra.

### Segunda invasión de Salta
Después de Ayohuma, el 12 de enero de 1814 Belgrano nuevamente abandonó Salta para retirarse a San Miguel. El 16 de enero los realistas del mariscal de campo Juan Ramírez Orozco ocuparon San Salvador y cinco días después el mariscal de campo Joaquín de la Pezuela entraba en Salta. El 18 de enero, la renuncia de Belgrano era aceptada, siendo sucedido por el coronel José de San Martín. En su calidad de capitán general de las provincias del actual noroeste argentino (Jujuy, Salta, Tucumán, Catamarca y Santiago del Estero) y general en jefe del Ejército Auxiliar, Belgrano había dejado a cargo de las operaciones militares contra los realistas al oficial Martín Miguel de Güemes. El 29 de enero, San Martín nombró a Güemes jefe de su vanguardia. Las fuerzas salteñas también estuvieron a las órdenes del coronel Luis Burela y el capitán Apolinario Saravia; Gorriti fue nombrado capitán y al año siguiente era primer comandante de la División de Gauchos del departamento de Rosario de la Frontera, donde consiguió gran ascendente.
Güemes consiguió el apoyo del campesinado del valle de Lerma y del sudeste de la provincia, cerca de la frontera con Tucumán, que le brindó víveres y reclutas. Estos campesinos habían sido las principales víctimas de los saqueos y confiscaciones de ganado y víveres realizados por los realistas. El levantamiento del campesinado dejó aisladas a las guarniciones realistas. Pezuela se vio obligado a evacuar Salta (3 de agosto) y San Salvador (12 de agosto) mientras era acosado por Güemes, quien capturó un enorme bagaje de armas en la segunda villa. Por sus victorias, el 30 de octubre era nombrado jefe militar de la zona entre Tarija y Tucumán por el brigadier general José Rondeau. Gorriti, como su amigo íntimo, se volvió su segundo al mando. Las comunicaciones y provisiones de las tropas realistas se vieron interrumpidas hasta tal punto que Pezuela debió abandonar Tarija e incluso gran parte del Alto Perú debido a la acción de las guerrillas salteñas y las republiquetas altoperuanas.

### Conflicto entre Güemes y Rondeau

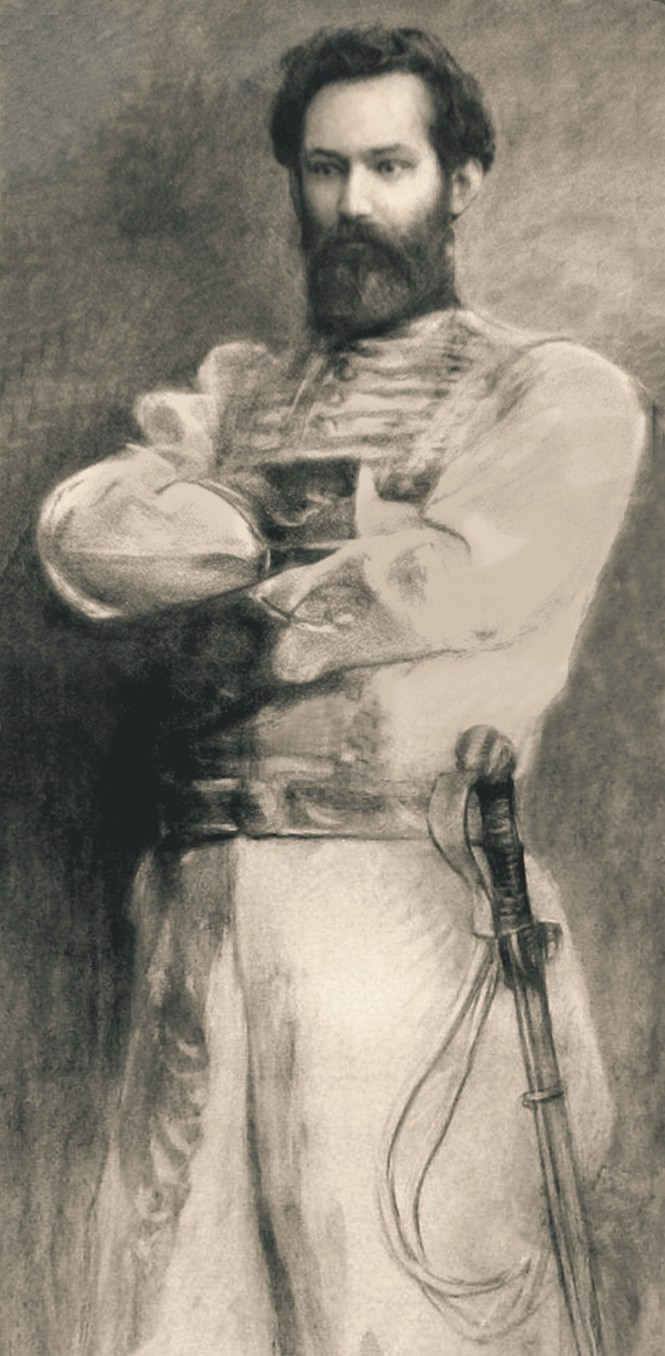
Retrato de Martín Miguel de Güemes, por Eduardo Schiaffino, 1902.

El 6 de mayo de 1815, el cabildo de Salta nombra a Güemes gobernador de la provincia, justo cuando militarmente era más fuerte por sus victorias. Fue el primer gobernador electo de forma autónoma por su provincia, haciendo patente la fragilidad institucional de las Provincias Unidas del Río de la Plata y la influencia de las ideas federalistas de José Gervasio Artigas. Al debilitado Directorio sólo le quedó reconocerlo un mes después. Aunque meses después, Güemes esperaba 2000 refuerzos al mando del coronel Domingo French.
El 23 de junio, el cabildo salteño se niega a entregar las armas capturadas en San Salvador a Rondeau y el 19 de septiembre, el cabildo de San Salvador termina por reconocer a Güemes como su gobernador. Ante esto, el 13 de marzo de 1816, Rondeau y su ejército salen de San Salvador hacia Salta para arrestar a Güemes, llegando dos días más tarde, a la vez que el cabildo jujeño desconoce la autoridad del gobernador salteño. Sin embargo, al igual que los realistas, Rondeau entra en la ciudad para quedar aislado en ella y sin víveres, debiendo firmar el Pacto de los Cerillos el 22 de marzo antes de volver a Jujuy. El 17 de abril, Rondeau retira todos los cargos legales contra Güemes y el 24 de junio renuncia a su mando para marcharse a San Miguel.

### Tercera invasión de Salta
Mientras tanto, después de su victoria en Viluma, Pezuela prepara en Cotagaita un ejército de 10 000 hombres para recuperar el Alto Perú y Salta, sin embargo, debe asumir como nuevo virrey del Perú. El 19 de septiembre, el mariscal de campo José de La Serna partía de Lima, llegando a Cotagaita el 28 de noviembre y decide liderar la expedición a Salta. El 3 de enero de 1817 entraba en territorio jujeño con 3500 soldados.
El 6 de enero, el brigadier Pedro Antonio Olañeta ocupa San Salvador con la vanguardia de una gran fuerza realista. El 14 de enero, Humahuaca, punto clave para las comunicaciones entre el Alto Perú y San Ramón de la Nueva Orán, también era ocupada. El 15 de abril, los realistas entraban en Salta. Al día siguiente, La Serna entraba en la villa. Güemes realiza una campaña de tierra arrasada y sitia a los monárquicos en la ciudad. Imposibilitado todo avance al sur de los valles Calchaquíes, entre el 4 y 5 de mayo, La Serna ordena la retirada hacia San Salvador. Para aquel entonces, Gorriti ya era coronel y actuó en su contra en la zona de Jujuy. Debido a estas guerrillas, el 21 de mayo los monárquicos también abandonaron San Salvador.

### Cuarta invasión de Salta
El 18 de enero de 1818, Olañeta ocupó San Salvador, pero fue expulsado al día siguiente por los guerrilleros gauchos. El 8 de mayo de 1820, los brigadieres Olañeta y José de Canterac partieron de Tupiza con rumbo al sur. El 24 de mayo, ocuparon San Salvador y siete días después entraron en Salta, sin embargo, sucedió lo mismo que en las ocasiones anteriores y el 8 de junio se retiraron de Salta con rumbo a Yala. El 8 de junio, en Rancagua, el brigadier general San Martín oficialmente nombró a Güemes general en jefe del Ejército de Observación, quien recibió la noticia el 28 de julio. También hubo rumores (infundados) que el gobernador cordobés Juan Bautista Bustos había reunido 3000 hombres para marchar al norte a ayudarlo. Anteriormente hubo rumores infundados de que San Martín marchaba con 3000 hombres para ayudarlo.
Güemes pasó el resto del año preparando un ejército de 3500 hombres con el que invadir el Alto Perú en coordinación con San Martín, sin embargo, cuando estuvo listo a inicios de 1821 la expedición se canceló. Sin embargo, generó temores en los oficiales españoles, como Ramírez Orozco señaló en una carta.
Posteriormente, Güemes se involucró en las guerras civiles argentinas al atacar a su vecino, el gobernador de la provincia de Tucumán, Bernabé Aráoz, afirmando que le había negado el acceso a armamento necesario para luchar contra los realistas. Sin embargo, el 3 de abril de 1821 fue vencido en el Rincón de Marlopa. El 24 de abril, el coronel realista Guillermo Marquiegui ocupaba San Salvador. El Cabildo salteño, conformado por élites cansadas de pagar el esfuerzo bélico que suponía la guerrilla, le depuso oficialmente el 24 de mayo, nombrando en su reemplazo a Saturnino Saravia. Güemes se negó a reconocer la nueva situación y entró en Salta, pero el coronel realista José María Valdez lo emboscó en la noche del 6 a 7 de junio. El caudillo fue herido y murió diez días después. El 20 de agosto, las nuevas autoridades salteñas firmaron un armisticio con los monárquicos, marcando el fin de la guerra. Rápidamente, el ejército güemesiano se disolvió por la falta de un liderazgo efectivo.

## Unidades
Entre 1814 y 1821, las fuerzas güemesianas organizaron varios regimientos de caballería gaucha: Gauchos de Salta (5 escuadrones), Gauchos de Jujuy (más pequeño que el anterior), Infernales de Caballería de Línea de Salta (incluían un escuadrón de carabineros y las divisiones Bermejo, San Lorenzo y Salinas, todas ubicadas en la frontera norte de la provincia), Partidarios Veteranos de Salta, Gauchos de Orán, Santa Victoria, San Andrés y la Puna, Gauchos de la Quebrada de Humahuaca, Gauchos de la Frontera del Rosario, Granaderos de Caballería de Salta, Decididos, Dragones de Vanguardia, Coraceros de Salta y Escuadrón de Salteños.
También contaban con el batallón Peruano, formado por 1000 plazas de infantería de línea, un regimiento de artillería, la unidad Coronela que guarnecía Salta y ocho unidades corsarias: La Coronela, La Corsaria, Valor, Pirata, Nazareno, Güemes, Carmen y Gobernador. Además, la guardia personal del gobernador se componía de tres escuadrones: Gauchos de Orán, Gauchos de Salta y Gauchos de la Frontera. Por último, entre 1817 y 1822 se organizaron varios escuadrones de caballería miliciana. En Jujuy estaban el 1.° Escuadrón de Gauchos (10 compañías), el 2.° Escuadrón de Gauchos (4 compañías), 3.° Escuadrón de Gauchos (2 compañías) y 4.° Escuadrón de Gauchos (1 compañía). En Humahuaca estaban el 1.° Escuadrón de Gauchos de la Quebrada (2 compañías), el 2.° Escuadrón de Gauchos de la Quebrada (2 compañías) y el 3.° Escuadrón de Gauchos de la Quebrada (2 compañías). Finalmente, en Orán, Santa Victoria y La Puna se organizaron en el 1.° Escuadrón (2 compañías) y el 1.° Escuadrón Gauchos de Santa Victoria (2 compañías).

## Fuerzas
Las fuerzas güemesianas siempre fueron extremadamente numerosas. Pezuela escribió que en su avance hacia Tucumán se enfrentó con fuerzas de «tres o cuatro mil gauchos, o gente de campo armados de arma blanca» que evitaban presentarle una batalla decisiva. En 1816 durante el Congreso de Tucumán, el diputado Esteban Agustín Gascón propuso que, según su población, cada provincia aportara cierta cantidad de reclutas a cambio de obtener cierto número de diputados.
Durante la misma época, se planificó una leva generalizada por todas las provincias para ayudar a San Martín, se esperaba reclutar 2500 a 3000 hombres de los que 150 debían venir de Salta. También Belgrano, estimó que los salteños sumaban 2000 regulares y 1500 milicianos, todos de caballería.
| Propuesta de Gascón: Población estimada, reclutas esperados y diputados correspondientes. |           |          |           |                                           |
| Provincia                                                                                 | Población | Reclutas | Diputados | Notas                                     |
| Buenos Aires                                                                              | 105 000   | 5250     | 7         |                                           |
| Tucumán                                                                                   | 105 000   | 5250     | 7         | Tucumán, Catamarca y Santiago del Estero. |
| Cuyo                                                                                      | 75 000    | 3750     | 5         | Mendoza, San Juan y San Luis.             |
| Córdoba                                                                                   | 75 000    | 3750     | 5         |                                           |
| Salta                                                                                     | 70 000    | 3000     | 4         | Salta y Jujuy.                            |
| La Rioja                                                                                  | 15 000    | 750      | 1         |                                           |

En una carta, Güemes afirmaba sobre el número de gauchos a sus órdenes «tiene vuestra excelencia cuatro a cinco mil campeones, abrazados con el sagrado fuego de la libertad de la Patria». En otro oficio posterior, cuando el brigadier José Rondeau entraba en Salta y declaraba traidor a Güemes, el caudillo sostenía que «Mi fuerza se compone de seis a siete mil hombres y ésta se incrementa por momentos con imponderable entusiasmo en socorro de un pueblo injustamente atacado». En un documento dirigido al capitán Eustaquio Medina, Güemes aseguraba tener más de cinco mil gauchos a su mando. En 1817 mencionaba que solamente la división de Latorre contaba con 3500 efectivos. En otro documento afirmaba que los jujeños en armas sumaban 2000.
| Movilización en la provincia de Salta Cuerpos militares regulares en 1818. |          |
| Cuerpos                                                                    | Soldados |
| Cuerpo de Artillería                                                       | 21       |
| Regimiento de Infernales                                                   | 143      |
| Cuerpo de Granaderos                                                       | 74       |
| Partidas Veteranas                                                         | 48       |
| Partidas Auxiliares                                                        | 215      |
| Cuerpo de Coraceros                                                        | 50       |
| Total                                                                      | 551      |

En 1818, el caudillo informaba a Belgrano que la fuerza de su provincia totalizaba 6610 hombres distribuidos en 285 oficiales, 320 sargentos, 30 tambores, 5 pífanos, 529 cabos primeros, 2 cabos segundos y 5439 soldados (551 regulares y 4888 gauchos), una cifra coincidente con lo afirmado años antes. También afirmaba que podía reunir 3000 guachos para una operación militar.
| Movilización en la provincia de Salta Escuadrones gauchos en 1818. |             |         |
| Lugares                                                            | Escuadrones | Gauchos |
| Valle de Lerma                                                     | 5           | 2090    |
| Rosario de la Frontera                                             | 2           | 639     |
| Cachi                                                              | 2           | 910     |
| San Salvador de Jujuy                                              | 2           | 639     |
| Quebrada de Humahuaca                                              | 2           | 417     |
| San Ramón de la Nueva Orán Santa Victoria San Andrés Puna          | 2           | 193     |
| Total                                                              | 15          | 4888    |

En cambio, basado en una carta en que Güemes reconocía tener «Dos mil hombres de línea y gauchos escogidos, los más valientes subordinados y honrados, sin contar con tropas y gauchos que mantengo en la vanguardia, todos armados y la mayor parte municionados», el historiador salteño Manuel de los Ríos estimaba que en total el caudillo podía disponer de 4000 hombres en 1821, incluyendo los hombres de Heredia que ya estaban en el territorio de su provincia. Belgrano da la estimación más baja para las milicias güemesianas: apenas 2000 salteños y jujeños en 1817. El gobernador Aráoz también afirmó que el caudillo salteño estaba intentando organizar un ejército de 2000 a 3000 hombres en 1820.
El estadounidense Terry Hooker los eleva a 7000 u 8000 hombres con 334 oficiales que operaban en un frente de 800 km entre Tarija y Tucumán. El sacerdote e historiador, Emilio Ángel Bidondo, estimaba en 6000 guerrilleros reclutados en Tarija, Orán, Jujuy y Salta. El militar e historiador mendocino, Félix Best, afirmaba que Güemes llegó a disponer de 290 oficiales y 6000 combatientes, de los que 5000 eran milicianos y 1000 veteranos agrupados en los regimientos Infernales Gauchos de Línea y Granaderos a Caballo, la primera unidad guarnecía la ciudad de Salta y la segunda era la escolta del caudillo. Emilio Loza señalaba que para 1817 Güemes fue capaz de rechazar una expedición realista al movilizar completamente la población de la provincia de Salta (que incluía Jujuy por entonces), contando con 4500 a 5000 gauchos. Además, tenía el respaldo del Ejército del Norte a cargo de Belgrano, quien estaba ocupado reorganizándolo en Tucumán. Alberto Cajal afirmaba que Güemes tenía 2000 soldados de línea y 1500 milicianos a sus órdenes, escalonadas en Salta, Jujuy y El Moreno.